# Machaca

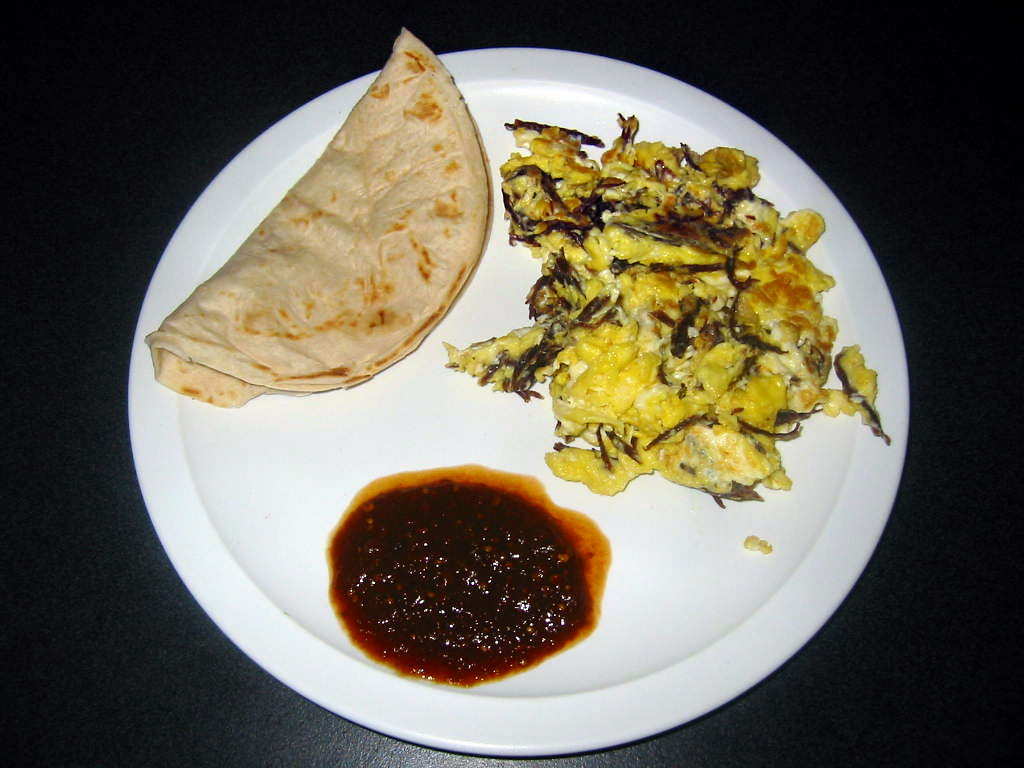
Machaca z jajkiem (Machaca con huevos), pikantnym sosem i tortillą

Machaca – suszona wołowina, danie charakterystyczne dla kuchni meksykańskiej.
Mięso najpierw marynuje się z czosnkiem, sokiem cytrynowym, pieprzem i oregano. Następnie zarumienia bez tłuszczu i wystudza, usunąwszy wszelkie błony, tłuszcz i chrząstki. Następny etap to bicie tłuczkiem, rozłożenie na natłuszczonej blasze i odstawienie na kilka godzin w miejscu suchym i przewiewnym do wyschnięcia. 
Machacę podaje się z tortillami, tacos lub naleśnikami. Istnieje możliwość zamrożenia i przechowywania przez kilka miesięcy.